# Bertolínia
Bertolínia là một đô thị thuộc bang Piauí, Brasil. Đô thị này có diện tích 1225,168 km², dân số năm 2007 là 5296 người, mật độ 4,32 người/km².